# Powieść psychologiczna

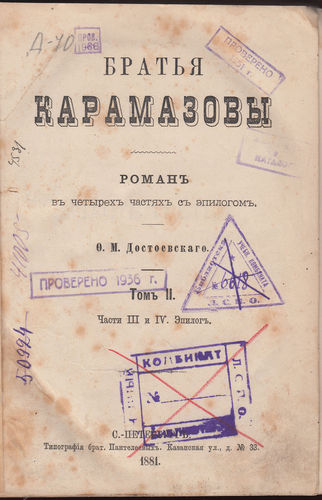
Powieść psychologiczna (Bracia Karamazow autorstwa Fiodora Dostojewskiego)

Powieść psychologiczna – odmiana powieści, której głównym tematem są przeżycia wewnętrzne bohatera, jego doznania, punkt widzenia, emocje, relacje z innymi ludźmi i sposób odbierania świata. Psychologia bohatera jest w tego typu utworach podstawowym elementem kształtującym fabułę, a narracja (najczęściej trzecioosobowa lub tworzona w mowie pozornie zależnej) poświęcona jest przede wszystkim relacjonowaniu życia wewnętrznego bohatera. Powieści psychologiczne mają często formę pamiętników, dzienników, wspomnień itp., często wykorzystywany jest także monolog wewnętrzny.
Do gatunków i utworów, które odegrały istotną rolę w kształtowaniu się powieści psychologicznej należały m.in. Wyznania Augustyna z Hippony (jeden z pierwszych utworów tak znacznie zdominowany przez analizę przeżyć psychicznych jednostki), XVIII-wieczna powieść sentymentalna oraz powieści okresu romantyzmu, skupione na jednostce i jej sposobie istnienia w świecie. Już ukształtowana powieść psychologiczna często inspirowana była konkretnymi nurtami psychologicznymi, np. psychoanalizą.
Autorzy powieści psychologicznych to m.in. Fiodor Dostojewski, Marcel Proust (cykl W poszukiwaniu straconego czasu), James Joyce (Ulisses), Virginia Woolf, Albert Camus, John Steinbeck, August Strindberg, Zofia Nałkowska, Jerzy Andrzejewski oraz Jarosław Iwaszkiewicz.